# Hymeniacidon fristedti
Hymeniacidon fristedti är en svampdjursart som först beskrevs av Topsent 1913.  Hymeniacidon fristedti ingår i släktet Hymeniacidon och familjen Halichondriidae.
Artens utbredningsområde är Norge. Inga underarter finns listade i Catalogue of Life.